# Jamorko Pickett
Jamorko Syauan Pickett (Washington D. C.; 24 de diciembre de 1997) es un jugador de baloncesto estadounidense que pertenece a la plantilla del Manisa BB de la BSL turca. Con 2,06 metros de estatura, juega en la posición de alero.

## Trayectoria deportiva

### Universidad
Jugó cuatro temporadas con los Hoyas de la Universidad de Georgetown, en las que promedió 9,4 puntos, 5,2 rebotes y 1,5 asistencias por partido. En su primera temporada fue incluido en el mejor quinteto freshman de la Big East Conference, tras acabar promediando 9,6 puntos y 3,7 rebotes por encuentro.
El 14 de mayo de 2021 eligió renunciar a su año adicional de elegibilidad universitaria y declararse para el draft de la NBA.

#### Estadísticas
| Año     | Equipo     | PJ  | PT  | MPP  | %TC  | %3P  | %TL  | RPP | APP | ROB | TPP | PPP  |
| ------- | ---------- | --- | --- | ---- | ---- | ---- | ---- | --- | --- | --- | --- | ---- |
| 2017–18 | Georgetown | 30  | 28  | 27.5 | .363 | .357 | .745 | 3.7 | 1.8 | .4  | .6  | 9.6  |
| 2018–19 | Georgetown | 31  | 23  | 23.6 | .382 | .356 | .606 | 3.8 | 1.1 | .8  | 1.0 | 6.2  |
| 2019–20 | Georgetown | 32  | 32  | 30.9 | .383 | .376 | .757 | 6.3 | 1.1 | .7  | .9  | 10.2 |
| 2020–21 | Georgetown | 26  | 26  | 34.7 | .385 | .373 | .827 | 7.2 | 2.1 | 1.0 | .6  | 12.2 |
| Total   | Total      | 119 | 109 | 29.0 | .378 | .365 | .757 | 5.2 | 1.5 | .7  | .8  | 9.4  |

### Profesional
Tras no ser elegido en el Draft de la NBA de 2021, disputó las Ligas de Verano de la NBA con los Detroit Pistons, promediando 9,8 puntos y 3,8 rebotes en cinco partidos. El 24 de septiembre firmó un contrato dual con los Pistons que le permite jugar también en el filial de la G League, los Motor City Cruise.
El 24 de octubre de 2022 se unió a la pretemporada de los Cleveland Charge de la G League.
El 20 de septiembre de 2023, los derechos de Pickett fueron traspasados a los Grand Rapids Gold, y el 13 de octubre firmó con los Denver Nuggets. Sin embargo, fue despedido el 18 de octubre, y doce días después, se unió al Grand Rapids Gold.
El 1 de abril de 2024 Pickett firma con los Atléticos de San Germán del Baloncesto Superior Nacional puertorriqueño. El 3 de septiembre viajó a Turquía para firmar con el Manisa Basket de la BSL turca.

## Estadísticas de su carrera en la NBA

### Temporada regular
| Año     | Equipo  | PJ | PT | MPP  | %TC  | %3P  | %TL  | RPP | APP | ROB | TPP | PPP |
| ------- | ------- | -- | -- | ---- | ---- | ---- | ---- | --- | --- | --- | --- | --- |
| 2021-22 | Detroit | 13 | 0  | 13.5 | .360 | .333 | .500 | 2.5 | .5  | .0  | .5  | 3.8 |
| Total   | Total   | 13 | 0  | 13.5 | .360 | .333 | .500 | 2.5 | .5  | .0  | .5  | 3.8 |